# ميك لاف لايك أ مان
«ميك لاف لايك أ مان» (بالإنجليزية: Make Love Like a Man)‏، هي أغنية لفرقة الهارد روك البريطانية ديف ليبارد من ألبومها من عام 1992، أدرينالايز. وصلت الأغنية للمرتبة الثالثة على لائحة أغاني ألبومات الروك والمرتبة 36 على لائحة بيلبورد هوت 100 في الولايات المتحدة.
في تصريح لجو إليوت عن الألبوم التجميعي فاولت، صرح بأن هذه الأغنية لم تكن عن محاولة ديف ليبارد بأن تكون «ماتشو»، وكانت تحاول أن تكون مضحكة بشأن محتويات الأغنية، ظهر هذا التصريح في نسخة المملكة المتحدة من فاولت فقط، حيث أن الأغنية لم تُدرج في النسخة الأمريكية. نوه إليوت لملاحظة مشابهة في كتيب الألبوم التجميعي اللاحق بيست أوف، مازحاً بأن «الجميع ظنوا بأننا كنا نتحول إلى مانووار» وموضحاً بأن الفرقة قد توصلت لتفاهم مع الوفاة المؤخرة حينها لعازف الإيتار ستيف كلارك في أغنية الألبوم «وايت لايتننغ» وأرادت إضافة أغنية خفيفة إلى الألبوم.
في مقابلة صوتية في 2014، قال إليوت بأنه يفضل عدم غناء هذه الأغنية مباشرة بعد الآن، حيث وجد كلماتها «غبية للغاية».

## الفيديو
كان هذا الفيديو هو الظهور الأول لفيفيان كامبل الذي انضم للفرقة بعد إصدار الألبوم ولم يظهر في التسجيل.

## قائمة الأغاني

### سي دي: بلادجن ريفولا / LEPCB 7 (المملكة المتحدة) / 866 991-2 (دولياً)
1. «ميك لاف لايك أ مان»
2. «ميس يو إن أ هارتبيت»
3. «أكشن»
4. «تو ستيبس بيهايند» (صوتية)

### 12": بلادجن ريفولا / LEPXP 7 (المملكة المتحدة) / 866 991-1 (دولياً) / قرص الصور
يحتوي قرص الصور للأغنية المنفردة رسم أدرينالايز داخل عين في الغلاف. في ظهر القرص، توجد صورة لفيل كولين. يحتوي الكرتون الخلفي على معلومات الأغنية المنفردة 12" وصورة للفرقة. الصور من التقاط روس هالفين، والعمل الفني والتصميم لأندي إيرفيكس في ساتوري.
1. «ميك لاف لايك أ مان»
2. «ميس يو إن أ هارتبيت»
3. «تو ستيبس بيهايند» (صوتية)

### كاسيت الأغنية المنفردة: ميركوري / 864 038-4 (الولايات المتحدة)
1. «ميك لاف لايك أ مان»
2. «ميس يو إن أ هارتبيت»

### كاسيت الأغنية المنفردة: بلادجن ريفولا / 866 990-4 / LEPMC 7 (المملكة المتحدة)
1. «ميك لاف لايك أ مان»
2. «ميس يو إن أ هارتبيت»